# Antón Faílde Gago
Antón Faílde Gago, nacido en Piñor (Barbadanes), Orense, España, en 1907 y fallecido en junio de 1979 en Orense, fue un escultor español, conocido artísticamente como Faílde.

## Carrera
Nació en una familia de origen humilde. Tras la partida de su madre a América cuando apenas tenía un año, vivió en el pueblo con sus abuelos, dedicándose al cuidado del ganado.

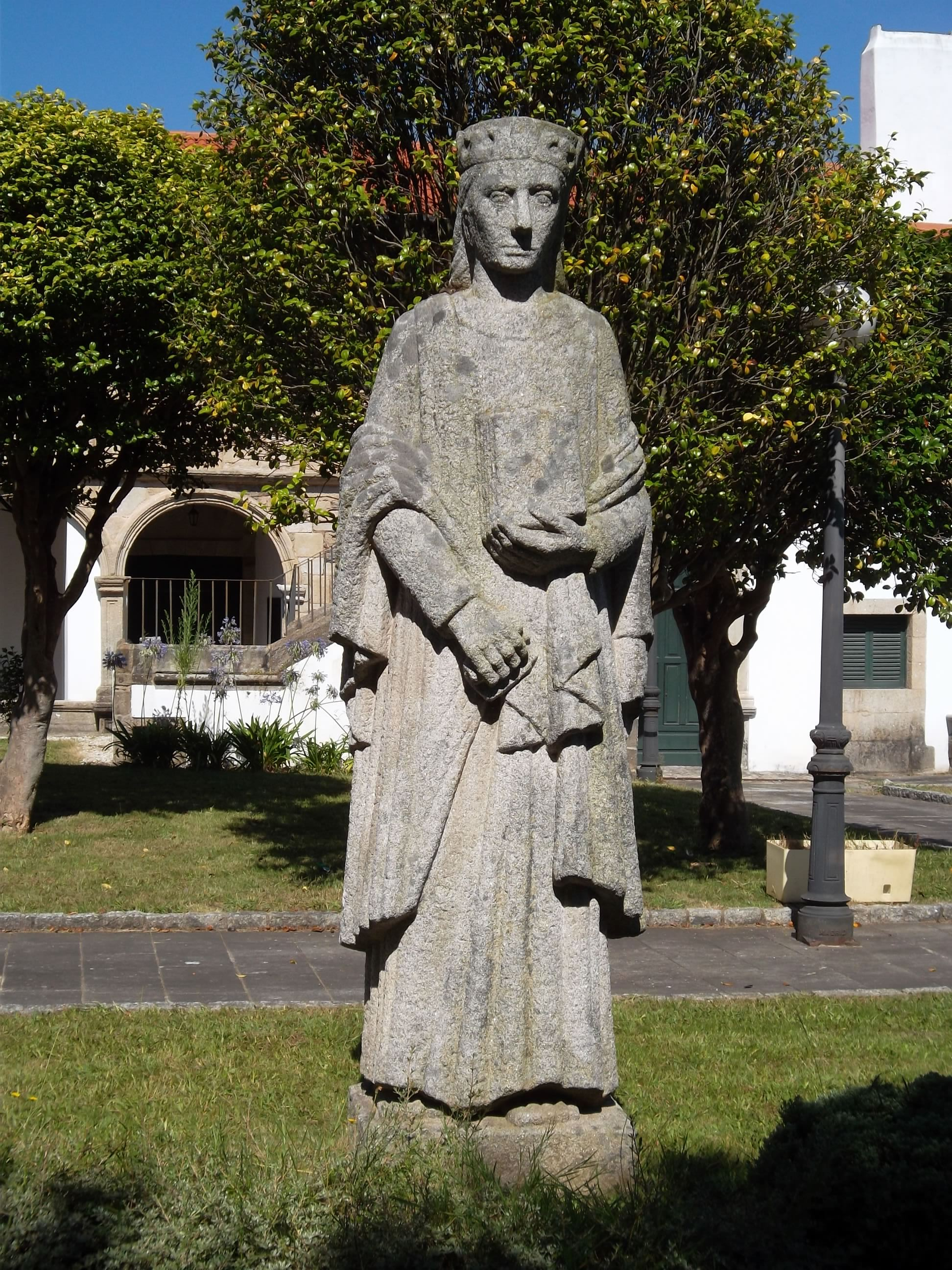
Estatua de Alfonso X realizada por Faílde en Pontedeume, La Coruña.

Comenzó a esculpir en Piñor, siguiendo los pasos de su bisabuelo. A los doce años, trabajó como cantero en Orense, en tareas industriales, lo que le proporcionó un gran dominio del oficio. Se matriculó en la Escuela de Artes y Oficios, donde fue alumno de Luís Fernández Xesta. Comenzó a tallar madera con el maestro Núñez. Poco después, montó su propio taller.
Estudió las tallas de la catedral de Ourense, especialmente el pórtico, de la escuela del Maestro Mateo, escultor del Pórtico de la Gloria de la catedral de Santiago de Compostela. A partir de la observación de las tallas románicas y góticas, comenzó a tallar directamente el granito gallego. También acudía al Museo Arqueológico Provincial de Ourense, con muestras ibéricas e imaginería religiosa del barroco. Entabló amistad con intelectuales del grupo Nós, como Vicente Risco, Florentino López Cuevillas u Otero Pedrayo .
Recibió una beca de la Diputación Provincial de Orense para continuar su formación en la Escuela de San Fernando de Madrid, aunque no pudo terminarla debido a la Guerra Civil Española. Tras el fin del conflicto, regresó a Orense y obtuvo una plaza de profesor en la Escuela de Artes y Oficios. Permaneció allí hasta su jubilación voluntaria en 1956, enseñando e influyendo a artistas como Arturo Baltar.

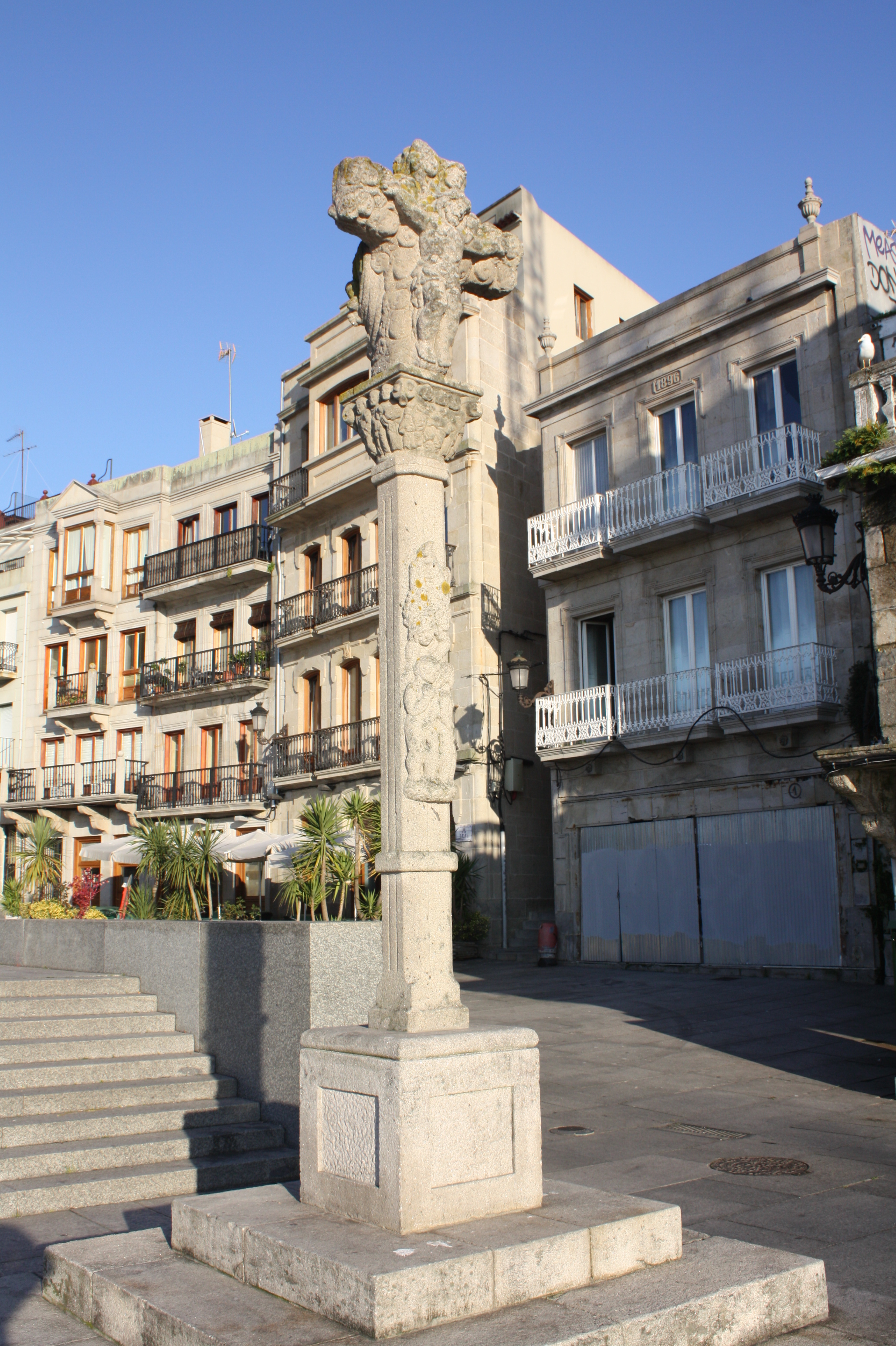
Crucero de Berbés.

Su primera exposición fue en 1949 en Orense, seguida de otra en 1950 en Vigo y en 1951 en Buenos Aires. En 1953 se dio a conocer en Madrid, recibiendo una buena acogida por parte de la crítica. Envió su obra a la II Bienal Hispanoamericana de La Habana y a la tercera edición en 1956 en Barcelona. La resonancia de sus aportaciones le llevó a ser elegido miembro correspondiente de la Real Academia de Bellas Artes de San Fernando en 1957. En 1960 expuso en la sala de la Dirección General de Bellas Artes de Madrid. Volvió a exponer en Madrid en 1968, dos veces más en Vigo, en las salas de Caixavigo, cuyo Centro Cultural le dedicó una antología póstuma en 1986. También llevó su obra a Caracas en 1979.
Realizó monumentos públicos, como la estatua de granito de Alfonso X el Sabio en Pontedeume, La Coruña (1970), o el busto de Simón Bolívar en Vigo, algo antes.
Su obra se exhibe en el Museo de Arte Contemporáneo de Madrid y en varios museos de Galicia. Los Hermanos Maristas de Ourense solicitaron relieves para el centro educativo de esa ciudad.
El mundo infantil y la maternidad están muy presentes en su obra, así como los grupos musicales o recreativos.